# Flykten (TV-serie)
Flykten är en TV-serie från 1986 med bland andra Per Oscarsson. Serien skrevs och regisserades av Hans Åke Gabrielsson. Producent var Björn Gullander. Flykten sändes i fyra 25‐minutersavsnitt med premiär på TV2 21 december 1986. Serien repriserades 1989 och 1994.
Den spelades in av Sveriges Television i Växjö i trakterna runt Växjö.
Filmen handlar om en rånare (Jan Tiselius) som flyr till landsbygden där han blir påflugen av ett modellflygplan, och hamnar hos en modellflygande slöjdlärare (Per Oscarsson). Genom diverse förvecklingar blir han kvar i ett litet småländskt samhälle. Modellflygning har en framträdande roll i handlingen.

## Medverkande
I Flykten medverkade bland andra:
- Anders Nyström - Ström, polismästare
- Per Oscarsson - Fabian
- Jan Tiselius - Krister Svensson, rånare
- Christina Jisborg
- Petter Ahlfors
- Michael Andersson
- Johan Bernander
- Jan Eriksson
- Magnus Karlsson
- Britt‐Louise Tillbom
- Ulla Karin Törnström‐Haglund